# Junça
Junça is een plaats (freguesia) in de Portugese gemeente Almeida en telt 162 inwoners (2001).